# Securidaca pyramidalis
Securidaca pyramidalis är en jungfrulinsväxtart som beskrevs av Thomas Archibald Sprague. Securidaca pyramidalis ingår i släktet Securidaca och familjen jungfrulinsväxter. Inga underarter finns listade i Catalogue of Life.